# Хейстингс (Новая Зеландия)
Хейстингс (англ. Hastings) — город и одноимённый округ в новозеландском регионе Хокс-Бей, расположенный в 20 км от города Нейпир. Согласно переписи населения 2006 года, численность населения округа Хейстингс составляла 70 842 человека. Зачастую при составлении статистических данных город объединяется с Нейпиром, общая численность которых составляет свыше 120 тысяч человек, что делает их пятым по численности городским образованием в Новой Зеландии.

## Название

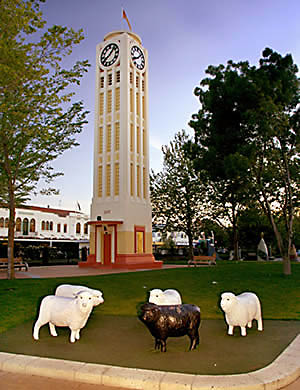
Башенные часы в центре Хейстингса.

Как и многие другие города в регионе Хокс-Бей, Хейстингс был назван в честь британца, управлявшего Индией, а именно Уоррена Гастингса, первого генерал-губернатора Индии, в прошлом бывшей британской колонией.

## География
Хейстингс расположен на равнинах Херетаунга, являющихся частью равнины Хокс-Бей. К западу от города расположены горы Уакарара и подножие гор Руахине, а на востоке — холмы восточного побережья региона. Хейстингс находится в 20 км от Нейпира, дорога в который проходит через город Клайв, в 84 км от Уаипукурау и в 158 км от Палмерстон-Норта. Ближайший порт — Нейпир.

## История

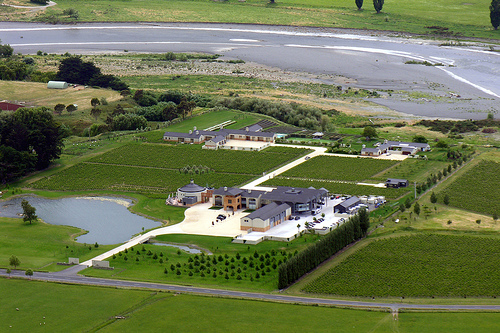
Воздушный снимок одного из виноградников города.

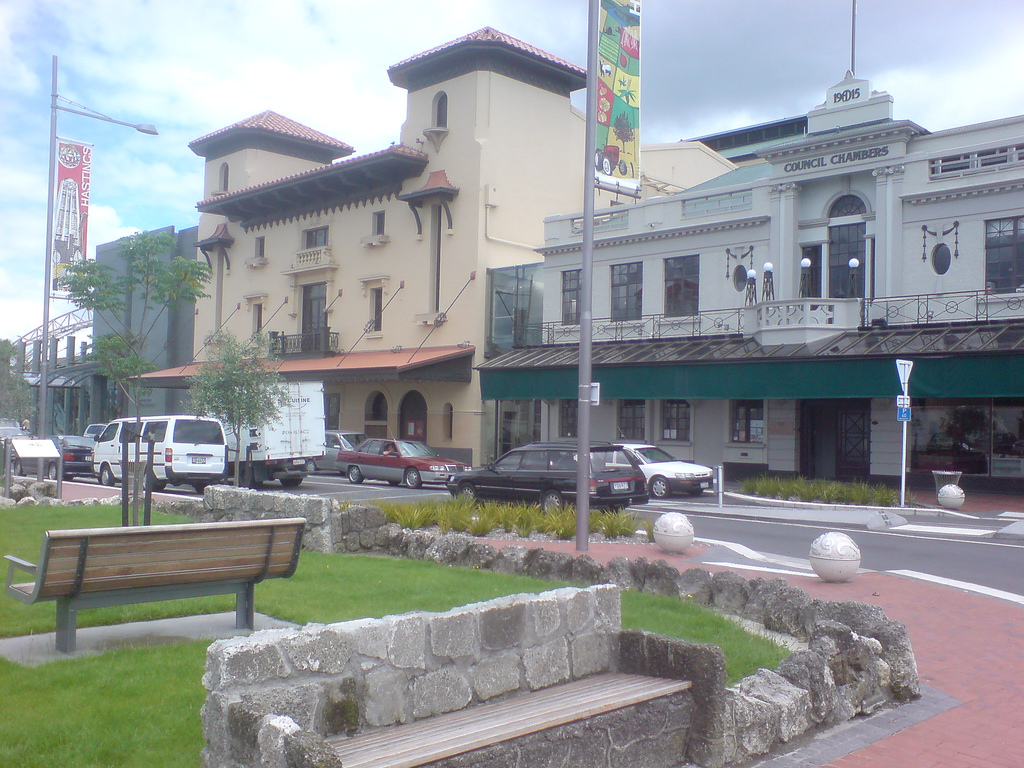
Здание местного оперного театра.

Первое поселение в округе Хейстингс появилось в 1864 году, когда Томас Таннер незаконно взял в аренду у местных маори 7 тысяч га земли на равнинах Херетаунга. Официальное разрешение было получено только в 1867 году. В 1870 году двенадцать человек, получивших прозвище «12 апостолов», образовали синдикат с целью выкупа земли. Покупка состоялась, несмотря на недовольство некоторых местных маори и европейских колонистов, опасавшихся монополии.
В 1873 году Фрэнсис Хикс, член синдиката, подарил правительству часть земли под строительство железнодорожной станции. При этом небольшой участок в 100 акров он выделил под строительство небольшого городка, который должен был получить название «Хейстингс». Однако долгое время работы по созданию поселения не начинались из-за очень неблагоприятных местных условий (город должен был располагаться в районе болот). Только после окончания строительства железной дороги в 1874 году было принято решение всё-таки основать город. Спустя несколько лет все болота были высушены, а население Хейстингса начало быстро расти, и уже к 1884 году в нём проживало 614 человек, а сам он имел статус городского округа (англ. town district). Долгое время город развивался как станция пастухов в одном из новозеландских сельских округов. Так, здесь появились шерстомойные фабрики, центры по переработке мяса, а в окрестностях — сады, огороды и виноградники. Город до сих пор остаётся одним из крупнейших сельскохозяйственных центров Новой Зеландии.
20 октября 1886 года Хейстингс стал боро, оставаясь крупнейшим боро Новой Зеландии до апреля 1908 года, когда значительная часть его территории была включена в графство Хокс-Бей. 8 сентября 1956 года Хейстингс получил статус города (англ. city), а в 1989 году, после слияния города, боро Хавлок-Норт и графства Хокс-Бей, — статус округа (англ. district).

## Население

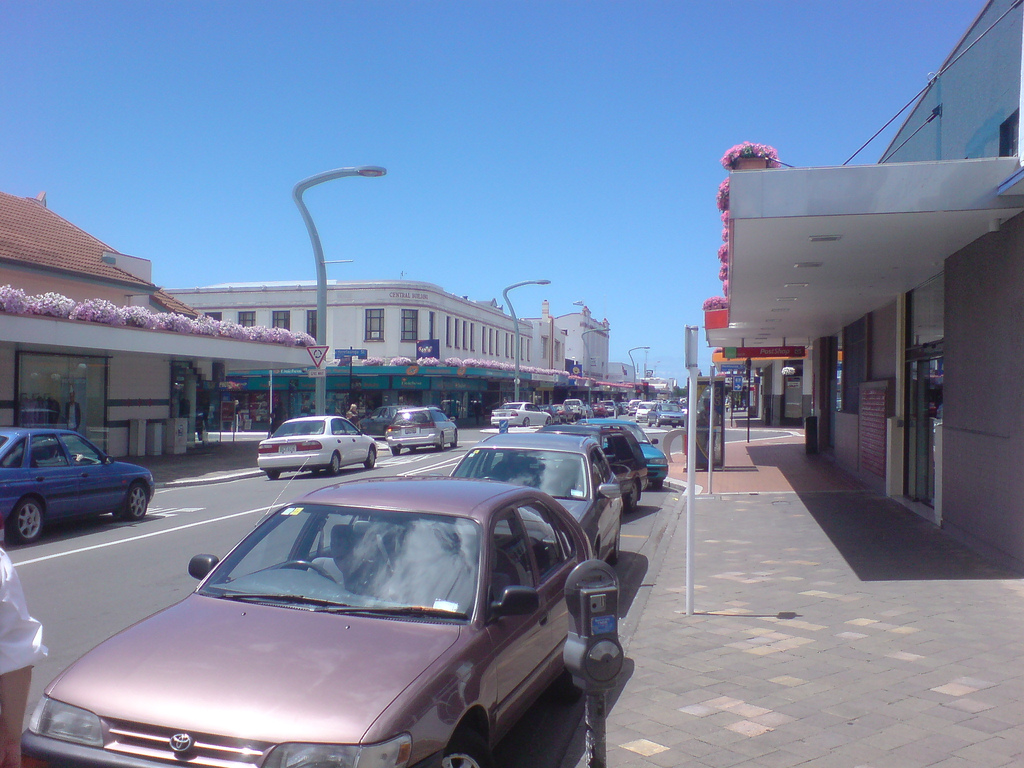
Одна из улиц города.

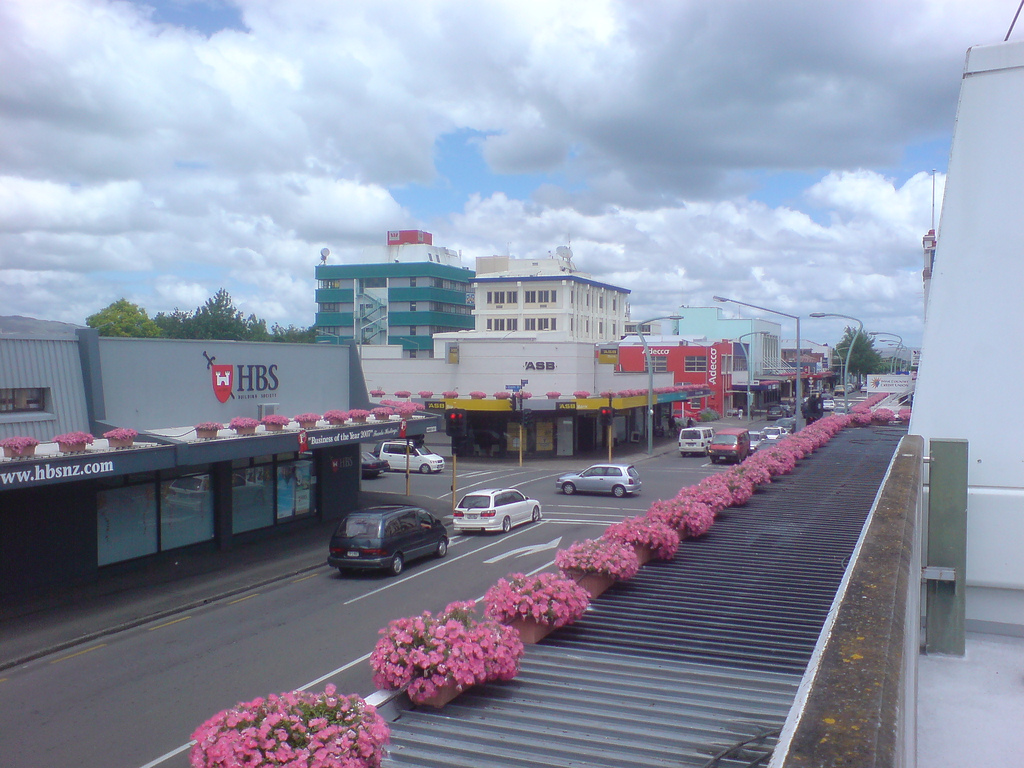
Центральный бизнес-район Хейстингса.

По данным переписи населения 2006 года в округе Хейстингс проживало 70 842 жителей, что на 3414 человек, или 5,1 %, больше, чем было зарегистрировано в ходе переписи 2001 года.
Показатели по половым категориям в округе были следующие: 34 440 мужчин и 36 402 женщины. Показатели по возрастным категориям: 24,1 % жителей до 15 лет, 12,8 % жителей старше 65 лет. Средний возраст составлял 36,6 года. Средний возраст представителей народа маори составлял 22,3 года. Среди них доля жителей младше 15 лет составляла 36,1 %, старше 65 лет — 4,1 %.
Расовый состав населения был 67 % европейцев, 23,8 % маори, остальные — представители народов Океании и азиаты. Доля латиноамериканцев и африканцев была незначительной. Доля жителей, родившихся за рубежом, составляла 13,7 %. Из иностранцев преобладали выходцы из Великобритании. Основным языком общения в городе был английский язык. Второй по распространённости язык — маори (им владело 7,3 % всего населения города, или 27 % представителей коренного новозеландского народа маори).
Доля семей, в которых были дети, составляла 40,4 %; доля бездетных семей — 38,5 %; доля неполных семей с хотя бы одним ребёнком — 21,1 %. Домашние хозяйства из одной семьи составляли 69,7 % всех домашних хозяйств Хейстингса. Средний размер домашнего хозяйства — 2,7 человека. 55,7 % хозяйств имели доступ в Интернет, 90,5 % — домашний телефон, 72,4 % — мобильный телефон.
Средний доход на человека старше 15 лет — NZ$ 22 600. Доля жителей старше 15 лет, средний доход которых NZ$ 20 000 или ниже, составлял 45,5 %, а доля жителей, доход которых выше NZ$ 50 000, — 14,4 %. Уровень безработицы в Хейстингсе в 2006 году достигал 4,6 %.

## Города-побратимы
Единственным городом, с которым Хейстингс поддерживает побратимские связи, является китайский город Гуйлинь, протокол о дружбе с которым был подписан в 1981 году, став первым подобным соглашением между городами Новой Зеландии и Китая.